# Glenoleon meteoricus
Glenoleon meteoricus is een insect uit de familie van de mierenleeuwen (Myrmeleontidae), die tot de orde netvleugeligen (Neuroptera) behoort. 
Glenoleon meteoricus is voor het eerst wetenschappelijk beschreven door Gerstäcker in 1885.